# Centruroides melanodactylus
Espèce
Centruroides melanodactylus est une espèce de scorpions de la famille des Buthidae.

## Distribution
Cette espèce est endémique de la province de Holguín au Cuba. Elle se rencontre vers Mayarí.

## Description
Le mâle holotype mesure 37,4 mm et les femelles de 34,9 à 41,0 mm.

## Publication originale
- Teruel, 2001 : « Tres nuevas especies de Centruroides (Scorpiones: Buthidae) de Cuba. » Revista Ibérica de Aracnología, no 3, p. 93-107 (texte intégral).